# Gorki (Kaliningrad)
Gorki (Горки, deutsch Albehnen) ist eine Wüstung in der russischen Oblast Kaliningrad (Gebiet Königsberg (Preußen)) im Rajon Gurjewsk (Bereich Neuhausen). Der frühere Ort gehörte bis 1945 zum Kreis Heiligenbeil in Ostpreußen.

## Geographische Lage
Die Ortstelle Gorkis liegt im Westen der Oblast Kaliningrad, 30 Kilometer nordöstlich der früheren Kreisstadt Heiligenbeil (heute russisch Mamonowo) bzw. 25 Kilometer südwestlich der jetzigen Rajonshauptstadt Gurjewsk (deutsch Neuhausen).

## Geschichte
1407 ist das Jahr der ersten urkundlichen Erwähnung von Delbehnen, das nach 1410 Albeen, nach 1630 Dalbeen, nach 1660 Dalbehnen und um 1785 Albehnen genannt wurde. Es handelte sich um ein Vorwerk zum Gut Pokarben im ostpreußischen Kreis Heiligenbeil. Am 30. April 1910 wurde das Vorwerk Albehnen aus dem Gutsdorf  Pokarben herausgelöst und zu einem eigenständigen Gutsbezirk umgewandelt und zeitgleich in den Amtsbezirk Pokarben eingegliedert. Am 1. Dezember 1910 zählte Albehnen 69 Einwohner.
Am 30. September 1928 verlor Albehnen seine Eigenständigkeit, als es sich mit dem Gutsbezirk Pokarben und den Landgemeinden Dümpelkrug und Honigbaum zur neuen Landgemeinde Pokarben zusammenschloss.
Im Jahre 1945 kam Albehnen in Kriegsfolge mit dem gesamten nördlichen Ostpreußen zur Sowjetunion. Zunächst behielt es seinen deutschen Namen, bis es 1947 die russische Namensform „Gorki“ erhielt. Im gleichen Jahr wurde es in den Uschakowski selski Sowet (Dorfsowjet Uschakowo (= Brandenburg (Frisches Haff))) einbezogen, der zunächst von Pinnau (russisch Selenowo) aus verwaltet wurde. Der Dorfsowjet Uschakowo gehörte bis 1962 zum Rajon Laduschkin (Bereich Ludwigsort) und erst 1965 zum Rajon Gurjewsk (Bereich Neuhausen), um dann noch in den Nowomoskowski selski Sowet (Dorfsowjet Nowo-Moskowskoje (= Poplitten/Pörschken)) im Rajon Bagrationowsk (Bereich Preußisch Eylau) verlegt zu werden. 
Bereits lange vor 1975 war der Ort Gorki nicht mehr bewohnt und somit verlassen und verwaist. Er gilt offiziell als untergegangen. Seine Ortsstelle liegt jetzt im Rajon Gurjewsk in der russischen Oblast Kaliningrad.

## Religion
Albehnen war bis 1945 Teil des Kirchspiels der evangelischen Kirche Brandenburg (Frisches Haff) (russisch Uschakowo) in der Kirchenprovinz Ostpreußen der Kirche der Altpreußischen Union.

## Verkehr
Zur Ortsstelle von Gorki resp. Albehnen führt ein Landweg, der vier Kilometer nordöstlich von Uschakowo (Brandenburg (Frisches Haff)) von der Regionalstraße 27A-020 (frühere russische A 194, ehemalige Europastraße 28 und einstige deutsche Reichsstraße 1) abzweigt und in südöstlicher Richtung verläuft. Brandenburg war bis 1945 die nächste Bahnstation. Sie lag an der Bahnstrecke Berlin–Königsberg der Preußischen Ostbahn, die heute nur noch zwischen Heiligenbeil und Königsberg befahren wird.